# Quiet
Pour plus de détails, voir Fiche technique et Distribution.
Quiet (littéralement : silencieux) est un moyen métrage américain réalisé par Lauren Fash, sorti en 2012.

## Synopsis
Ali doit mentir et dire qu'elle est la sœur de sa femme afin qu'elle puisse être avec elle à l'hôpital.

## Fiche technique
- Titre : Quiet
- Réalisation : Lauren Fash
- Scénario : Lauren Fash, Susan Graham
- Production : Lauren Fash, Susan Graham
- Société de production : However Productions
- Montage : Brandon Workman
- Musique :
- Pays d'origine :  États-Unis
- Langue d'origine : anglais américain
- Genre : Drame, romance saphique
- Lieux de tournage :
- Durée : 32 minutes
- Date de sortie :
  -  États-Unis 2 mai 2012

## Distribution
- Susan Graham : Ali
- Jaclyn Betham : Sam
- Bridget McManus : Nora
- Caroline Bielskis : l'infirmière Lucy
- Cocoa Brown : l'infirmière Mel
- Livia Treviño : l'infirmière Ellen
- Consuelo Costin : elle-même
- Tom Lommel : docteur Downey
- Shannan Leigh Reeve : Kiley
- Mike Rose : James
- Joshua Schottland : Jackson